# Подпузько, Сергей Николаевич
Сергей Николаевич Подпузько (род. 21 февраля 1974, Москва) — советский и российский хоккеист, вратарь. Мастер спорта России. Тренер.

## Биография
Воспитанник СДЮШОР «Динамо» Москва. В сезонах 1990/91 — 1994/95 выступал за «Динамо-2» во второй лиге СССР и открытом чемпионате России. Провёл за это время пять игр за главную команду в чемпионате СССР и МХЛ. Сезон 1995/96 начал в нижнекамском «Нефтехимике», затем вернулся в «Динамо». Сезон 1995/96 отыграл в череповецкой «Северстали», следующий вновь провёл в «Динамо». Затем выступал за «Динамо-Энергия» Екатеринбург и «Крылья Советов» (1998/99), «Лион» (Франция, 1999/2000), «Молот-Прикамье» Пермь (2000/01), МГУ (2001/02), «Энергию» Кемерово (2002/03), «Нефтяник» Лениногорск (2003/04), «Химволокно» Могилёв (Белоруссия, 2004/05), «Мотор» Барнаул (2005/06), «Казахмыс» Сатпаев (Казахстан, 2006/07).
Тренер вратарей в СДЮШОР «Динамо» Москва (2009—2021), в московском «Спартаке-спорттех» (с 2021). Главный тренер в школе вратарей Подпузько С. Н. «Domination».

## Достижения
- Обладатель Кубка МХЛ 1996
- Финалист Кубка МХЛ 1994
- Финалист Кубка России 1998
- Финалист Евролиги 1998